# ماديسون براون
ماديسون براون (بالإنجليزية: Madison Robinson)‏ هي لاعبة كرة الشبكة أسترالية، ولدت في 5 يناير 1988.

## روابط خارجية
- ماديسون براون على موقع اتحاد ألعاب الكومنولث (مؤرشف) (الإنجليزية)